# Зольність вугілля
Зольність є основним показником якості при переробці й збагаченні вугілля. Цим показником оцінюється вугілля, що надходить з шахт, отримана шихта, продукти збагачення і вугілля, яке використовується для коксування та енергетики.
Найбільший споживач кам'яного вугілля — металургійна промисловість. Зольність вугілля (концентратів) для коксування не повинна перевищувати 8–10 %. Збільшення зольності коксу на 1 % спричиняє його перевитрати на виплавку чавуну в доменній печі на 2,5 % і зниження продуктивності печі на 4 %.
У більшості випадків для енергетичних цілей використовується вугілля, яке не придатне для коксування і хіміко-технологічної переробки. Підвищення зольності в енергетичному вугіллі знижує теплоту згоряння, тому найвища допустима зольність рядового вугілля, відсівів, штибів, промпродуктів і шламів для умов спалення у пилоподібному стані — 45 %, для шарового спалення використовується вугілля із зольністю не більше 37,5 %.
Вугілля, яке використовується для виробництва синтетичного бензину, повинно мати зольність не більше 5–6 % при вологості 2 %; для виготовлення електродів потрібне вугілля, зольність якого не перевищує 2–3 %.